# Juan Montilla y Adán
Juan Montilla i Adán (Alcaudete, 1856 - Úbeda, 13 d'octubre de 1903) va ser un advocat, periodista i polític espanyol, ministre de Gracia i Justícia en 1902, a cavall entre el final de la regència de Maria Cristina d'Habsburg i l'inici del regnat d'Alfons XIII. Va ser militant del Partit Liberal.
Va estudiar la carrera de Dret, En 1878 va dur a terme campanyes periodístiques a Los Debates, publicació fundada per José María Albareda, en la que també hi escrivien Núñez de Arce, Valera, Rodríguez Correa, Ferreras i Linares Rivas. Una denúncia soferta per Los Debates davant els tribunals d'impremta, li va donar l'oportunitat d'oferir un notable discurs de defensa.De la mà d'Eduardo León y Llerena, va entrar en el periòdic sagastí La Correspondencia Ilustrada. Va ser diputat per primera vegada en 1881, representant al districte de Guadix. En successives Corts va portar la representació d'un districte de Canàries i d'un altre de Granada. Des de 1886 va ser diputat per la circumscripció de Jaén. Va figurar sempre al costat del duc de la Torre, gaudint de les seves grans simpaties i de León y Llerena. En 1893 va aconseguir el càrrec de director general de Correus, on va dur a terme diverses reformes, i en 1901 el de fiscal del Tribunal Suprem.
Va exercir com a Ministre de Gracia i Justícia entre el 19 de març i el 15 de novembre de 1902, en dos governs consecutius presidits per Sagasta. Durant el seu pas pel ministeri va proposar l'abolició total de la pena de mort a Espanya. Va morir a Úbeda el 13 d'octubre de 1903.

## Bibliografia

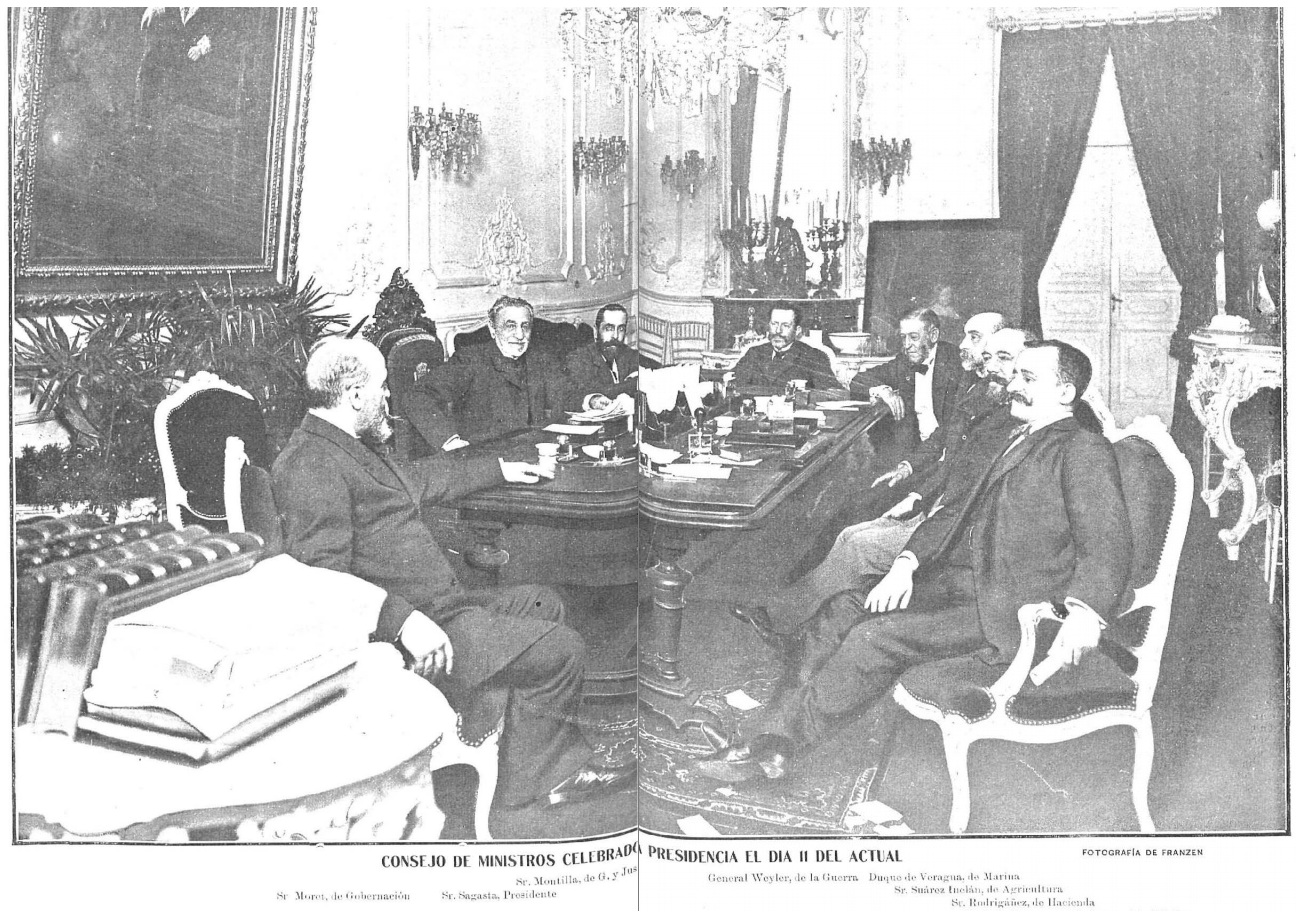
Consell de ministres, d'esquerra a dr6a: Segismundo Moret, Práxedes Mateo Sagasta, Juan Montilla y Adán, Valerià Weyler, Cristóbal Colón de la Cerda, Félix Suárez Inclán, Amós Salvador Rodrigáñez i el comte de Romanones.